# Смешарики снимают кино
«Смеша́рики снима́ют кино́» — российский анимационный киноальманах, состоящий из четырёх короткометражных фильмов, каждый из которых создан в уникальном жанре и содержит отсылки к шедеврам мирового кинематографа, созданный студией «Петербург» в 2023 году. Дистрибьютор «НМГ Кинопрокат» (входящий в состав холдинга Национальная Медиа Группа).
Премьера альманаха состоялась 12 октября 2023 года.

## История
Фильм состоит из четырёх короткометражек. Каждый эпизод исполнен в своем жанре и содержит отсылки к шедеврам мирового кинематографа. «В программе боевик и комедия, фантастика и фэнтези, мюзикл и немое кино. А также эльфы, феи, древние пророчества, мировое зло, Пин Бонд и роботы-дроиды», — говорится в официальном синопсисе.
Над сериалом работали создатели оригинальных серий «Смешариков»: художественный руководитель — Сергей Васильев, руководитель сценарной группы — Джангир Сулейманов, Светлана Мардаголимова («Быдыдыщ и труляля»), Дмитрий Яковенко («Героические хроники героев»), Денис Чернов («Звёздная принцесса»), актёр, драматург и голос Бараша — Вадим Бочанов и сценарист Алексей Лебедев («Главный герой»). К проекту также присоединился популярный российский писатель-фантаст Сергей Лукьяненко, который выступил автором идеи и сценаристом эпизода «Звездная принцесса».

## Список короткометражек серий
1. «Быдыдыщ и Труляля»
2. «Звёздная принцесса»
3. «Главный герой»
4. «Героические хроники героев»

## Музыка
В разных сериях киноальманаха присутствуют аранжировки старых песен, новые композиции которые не звучали в мультсериале, а также присутствует музыка из полнометражного фильма Смешарики Начало. Специально для киноальманаха были созданы песни под названием «Таверна» и «Лесник»